# 이크슈바쿠
이크슈바쿠(산스크리트어: इक्ष्वाकु)는 인도계 종교, 특히 힌두교와 자이나교 신화에 등장하는 전설적인 왕이다. 팔리어로는 오카카(Okkāka)라고 하며, 한자로 번역된 불교 경전에서는 감자왕(甘蔗王)이라 부르고 있다.
힌두교에서 그는 코살라 왕국의 첫 번째 왕으로 묘사되며, 지구상의 첫 번째 사람인 슈랏다데바 마누의 10명의 아들 중 한 명이었다. 그는 수리야밤샤라고도 알려진 이크슈바쿠 왕조의 창시자이자 첫 번째 왕이었다. 그에게는 100명의 아들이 있었는데, 그 중 장남은 비쿠크시였다. 이크슈바쿠의 또 다른 아들 니미는 비데하 왕국을 세웠다고 하며, 라마, 마하비라, 그리고 싯다르타도 이크슈바쿠 왕조에 속한다고 믿어진다.

## 전승
이크슈바쿠의 이크슈(ikṣu)는 감자(甘蔗) 즉 사탕수수를 뜻한다.
중세 푸라나 문헌에서는 이크슈바쿠 왕조의 왕통을 기재하고 있는데 거기에 따르면 이크슈바쿠는 오늘날의 마누인 비바스바타의 장남으로 비바스바타는 인도의 태양신 수리야의 아들이다. 나아가 태양신은 아디트야 신군(神群)에 속하기 때문에 카샤파와 아디티의 아들인 카샤파는 프라자파티의 하나인 마리치의 아들이고, 프라자바티는 브라흐마가 창조한 브라흐마의 자식에 해당하며, 브라흐마로부터의 계도는 다음과 같이 적고 있다.
브라흐마 - 마리치 - 카샤파 - 수리야 - 비바스바타 - 이크슈바쿠
이크슈바쿠는 아요디아를 수도로 하는 코살라의 왕조인 이크슈바쿠 왕조를 창시하였다. 이크슈바쿠의 자손에 대해서 푸라나 문헌에는 두 가지의 설이 있는데 첫 번째 설은 이크슈바쿠에게는 위쿠쿠시(샤샤다라고도 한다), 니미(네미라고도 한다), 단다(단다카라고도 한다) 등 100명의 아들이 있었고 장남 위쿠쿠시가 아요디아의 왕가를 이었고 나머지 50명은 북인도를, 48명은 남인도를 다스렸다. 또한 니미는 동쪽으로 가서 비데하 왕국을 세웠다. 두 번째 설도 위쿠쿠시가 장남이라는 점은 같은데 위쿠쿠시의 아들 가운데 15명이 메르 산의 북쪽, 114명이 남쪽을 다스렸다고 되어 있다.
이크슈바쿠의 이름은 『리그 베다』 10.60.4와 『아타르바베다』 19.39.9에 보이고 있다. 후자에서는 마누에 관계된 인물로 되어 있다.
『라마야나』의 주인공인 라마찬드라는 이크슈바쿠 왕조에 속하며, 이크슈바쿠의 먼 후예이다. 『라마야나』에는 브라흐마으로부터 라마로 이어지는 일종 종족의 계도를 두 곳에 싣고 있다(1.70, 2.110)
석가모니 부처의 종족인 샤카족도 이크슈바쿠의 자손이라고 전하고 있다. 팔리어 경전에서 이크슈바쿠는 오카카로 불리고 있다. 《불본행집경》(仏本行集経)의 전설에는 대모초왕(大茅草王)이 왕위를 버리고 출가하였는데, 그의 제자들은 이리저리 탁발을 나가면서 좋고 부드러운 풀을 뜯어 대바구니에 깔고 대모초왕을 담아서 나뭇가지 위에 걸어두어 벌레나 짐승이 그를 범하지 못하게 해 두었는데, 제자들이 자리를 비운 사이에 어느 사냥꾼이 왕선을 보고 백로인 줄 착각하고 활을 쏘아 그를 죽이고 말았다. 대모초왕은 두 덩이 피를 흘리고 땅에 떨어져 곧 절명하였는데, 이때 왕이 땅에 흘린 피로부터 동자와 동녀가 태어났고, 사람들은 동자를 왕위에 앉혔는데 이것이 감자왕이었다는 것이다.
『칼파수트라』에 따르면 자이나교의 24명의 티르탕카라는 모두 이크슈바쿠의 일족 출신이었다고 하며 최초의 티르탕카라였던 리샤바에게는 사탕수수와 관련한 전설이 있다. 리샤바는 최초로 출가한 인물이었기 때문에 사람들은 그를 어떻게 대해야 좋을지 알 수 없었는데, 마지막에 슈레얀샤 왕자가 사탕수수의 즙을 공양으로 주었다. 인도에서 바이샤카 달 백분(白分) 3일에 행하는 아크샤야 트리티야라는 종교행사가 이를 기념하는 것이라고 한다.

## 같이 보기
- 크샤트리야
- 라마 (신화)
- 리샤바나타

## 참고 문헌
- Bloomfield, Maurice (1897). Hymns of Atharva-Veda. Sacred Books of the East. 42. Oxford: Clarendon Press.
- Griffith, Ralph T. H. (1895). Rámáyan of Válmíki. Benares: E. J. Lazarus and co.
- Jacobi, Hermann (1884). Gaina Sûtras: Part I. The Sacred Books of the East. XXII. Oxford: Clarendon Press.
- Jaini, Padmanabh S (1979). The Jaina Path of Purification. University of California Press.
- Pargiter, F.E. (1922). Ancient Indian Historical Tradition. Oxford University Press.
- 나카무라 하지메(中村元) 저 『붓다의 말씀』(ブッダのことば) 이와나미 문고(岩波文庫), 1984년.